# Fabio Mangone

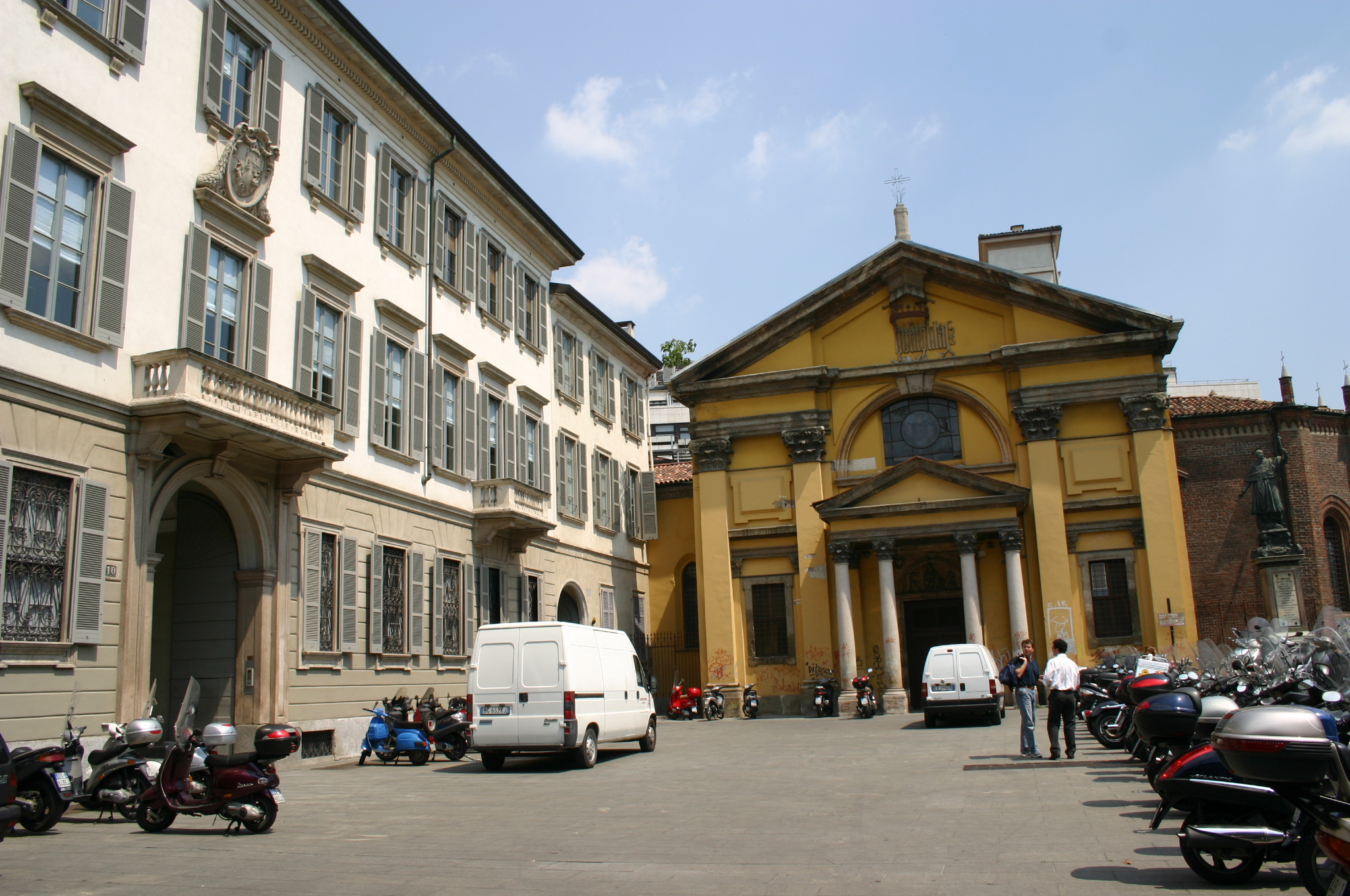
Facciata di Santa Maria Podone a Milano (dopo il 1626).

Fabio Mangone (Milano, 1587 – Milano, 1629) è stato un architetto italiano.

## Biografia
Fabio Mangone era nato a Milano ma da famiglia caravaggina, il padre Giovanbattista era morto a Milano il marzo 1627, mentre lavorava come capomastro alla fabbrica del Duomo. I suoi primi anni di apprendimento li compì presso il laboratorio del padre, dove poteva vedere i progetti degli architetti del suo tempo, come i progetti del Tibaldi, o di Martino Bassi.
Fu allievo di Alessandro Bisnati, e gli succedette come architetto responsabile dell'edificazione del Duomo di Milano; fu professore di architettura presso l'Accademia Ambrosiana sin dalla sua inaugurazione, il 25 giugno 1620.
In collaborazione con Francesco Maria Richini ed altri colleghi si occupò, nel 1608, della ricostruzione della celeberrima Biblioteca Ambrosiana, su commissione del cardinale Federico Borromeo; Mangone si concentrò sui due vasti cortili interni, dall'aspetto classico, del Collegio Elvetico (oggi Archivio di Stato), circondati da doppie colonne. Tra il 1611 e il 1620, dietro suo progetto, l'edificio della biblioteca venne ampliato. La facciata fu completata dal Richini; Dionigio Bussola fu incaricato di realizzare le sculture.
Nel 1609 iniziò a lavorare come architetto nella Fabbrica del Duomo, come allievo di Alessandro Bisnati; gli succedette come ingegnere della Fabbrica nel 1617. Sempre in collaborazione con Bisnati, nel 1613, Mangone lavorò al restauro del Salone Margherita, sostituendone le parti in legno con murature e colonne di granito.
Nel 1617 Mangone assunse i lavori per la chiesa di San Sebastiano, trasformando il progetto del Tibaldi nell'ordine superiore.
Nel 1625 entrò in una commissione, di cui facevano parte il Cerano, il Richini e il suo allievo Giovanni Battista Pessina, volta a dirigere i lavori per l'ampliamento dell'Ospedale Maggiore, in seguito ad un lascito da parte di Gian Pietro Carcano; Pessina avrebbe poi assunto la direzione dei lavori.
Sempre nel 1625 Mangone assunse l'incarico di ricostruire la facciata di Santa Maria Podone.